# 本田恭之
本田 恭之（ほんだ やすゆき、1965年8月5日 - ）は、日本のキーボーディスト、作曲家、音楽プロデューサーである。埼玉県出身。血液型はAB型。

## 来歴
- 1987年 - GRASS VALLEYのメンバーとしてメジャーデビュー。楽曲の半分以上を手がける。
- 1992年 - GRASS VALLEY解散。
- 1993年 - エース清水（ex.聖飢魔II）のソロアルバム「TIME AXIS」にサウンドプロデューサーとして参加。

以降、様々なアーティストの作曲、編曲、プロデュースを中心に活動。
- 1998年 - miyo（Vo.）とのユニット空夜coo:yaを結成。この時期あたりから本田海月に改名。
- 2001年 - 本田海月名義でACEとのユニットface to aceを結成、メジャーデビュー。

## 概要・人物
- GRASS VALLEYのメインコンポーザーとして、上領亘（Dr.）とともにバンドのサウンド面を支えた。
- ローランド社のアナログシンセサイザー・JUPITER-6（発売当時定価490,000円）を愛機とする。アマチュア時代（Normal、OK2、メリー・ルーなど）は、JUPITER-4や、当時爆発的に売れていたYAMAHAのDX7も使用していたが、JUPITER-6が太い音であったこと、はじめてMIDIが搭載された機種なので、好んで使用していたようだ。
- 現在アレンジに使用しているのはLogic Plutinum 6であり、上記等、以前持っていたアナログシンセの膨大な波形をライブラリー化し、EXS（ソフトサンプラー）で鳴らして加工したサウンドを多用。また、生録にはエディロールのR-09を使用[1]。
- 趣味は登山など野外活動・旅行。
- 愛称はチャラ。

## 作品

### プロデュース作品
- エース清水「TIME AXIS」（1993年7月21日）
「Flow」作曲
- Kei-Tee「頭が割れそう」（1994年2月23日）
  - 「虚飾のアイドル」「男・オオカミ／女・バンパイア」作曲
- L'Arc〜en〜Ciel「Tierra」（1994年7月14日）
Basic Sound Directed
- ハイスクール・オーラバスター
  - 「オリジナルアルバム」(1993年7月24日）
    - 「Prologue -回帰-」「ACT ON THE NIGHTFIELD」「SWORD OF LIGHT」「SILENT EYES -遠い約束-」作曲

  - 「オリジナルアルバム2 "END OF SILENCE"」（1994年7月27日）
  - 「オリジナルアルバム D-X　天冥の剣」(1995年6月28日)
  - 「オリジナルアルバム M-X　16's」（1996年4月24日）
  - 「CDー1st vision“来訪者”」(1998年11月12日)
  - 「Vocal Cllection "Treasures"」（1999年3月25日）
  - 「光の誕生」（1999年6月4日）
- 米倉千尋「Birth of light」（1999年1月18日）
- PENICILLIN
  - 「UNION JAP」（2000年5月24日）
  - 「SINGLES｣（2001年2月21日）
- STINKIE「COME AT ME」（2002年9月30日）
- face to ace

### 参加作品
- OPCELL「OPCELL」（1995年1月21日）
- 古賀森男「勇気がいる」（1995年10月20日）
- SIAM SHADE
  - 「SIAM SHADE II」（1995年11月11日）
「大きな木の下で」（key.）
  - 「SIAM SHADE III」（1996年10月2日）
「Why not?」「Destination Truth」（key.）